# たんとうチューリップまつり

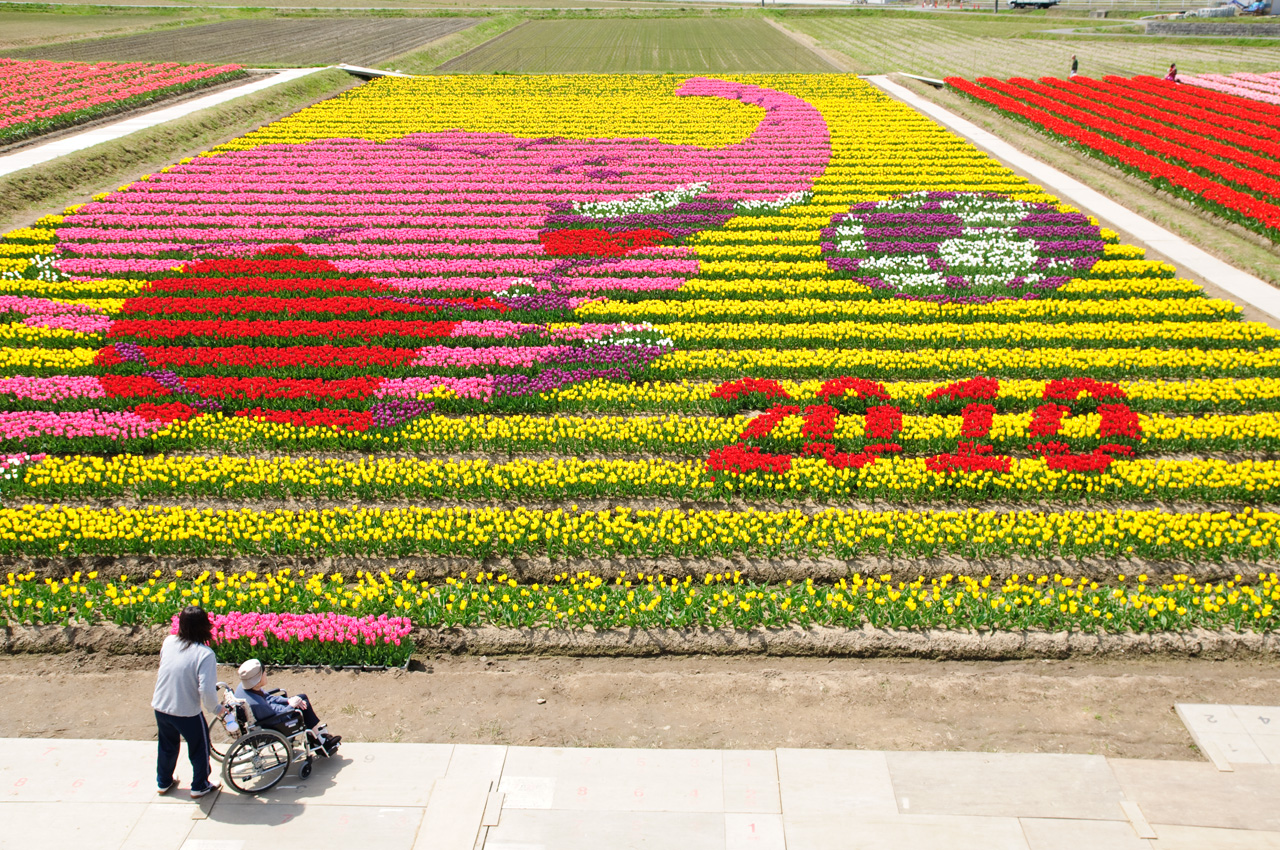
フラワーアート（2010年）

たんとうチューリップまつりは、兵庫県豊岡市但東町の [たんとう花公園] で例年4月に開催されるチューリップの祭典。

## 概要
1992年より但東シルクロード観光協会の主催で行われている。300品種と100万本の色とりどりのチューリップが咲き誇る但馬地方の春の風物詩である。
その年の話題のキャラクターや動物を10万本と5色のチューリップで描く巨大なフラワーアート（縦70m、幅30m）を実施しており、2006年には兵庫県で国民体育大会が開催されたことからマスコットキャラクターはばタンを描いた。また、2010年には南アフリカ共和国で開催された2010 FIFAワールドカップにちなんでサッカーボールを蹴る象を描いた。
会場中央にはチューリップ畑を上から見渡せる特設ステージが設けられるほか、記念写真撮影用フレームを設置するとともに「シャッターマン」呼ばれる写真撮影係が配置される。
そのほか、チューリップ狩り、チューリップ見本園（300品種）、チューリップの鉢植え販売なども行われる。乳牛、うさぎ、羊などの動物と触れ合う事が出来る「ふれあい牧場」や地元の特産品を販売するコーナーも併設する。
2001年より、例年8月上旬には同会場で「たんとうひまわりまつり」が開催される。

## 歴代フラワーアート
- 1994年（平成6年） - 日本列島
- 1995年（平成7年） - オランダ風車
- 1996年（平成8年） - こうのとり
- 1997年（平成9年） - 明石海峡大橋
- 1998年（平成10年） - チューリップ
- 1999年（平成11年） - ドラえもん
- 2000年（平成12年） - ユメハッチ
- 2001年（平成13年） - となりのトトロ
- 2002年（平成14年） - 宇宙戦艦ヤマト
- 2003年（平成15年） - 鉄腕アトム
- 2004年（平成16年） - アンパンマン
- 2005年（平成17年） - ハローキティ
- 2006年（平成18年） - はばタン
- 2007年（平成19年） - こうのとり
- 2008年（平成20年） - パンダ
- 2009年（平成21年） - ペンギン
- 2010年（平成22年） - ぞうさん
- 2011年（平成23年） - ペコちゃん
- 2012年（平成24年） - 元気だるま
- 2013年（平成25年） - 玄武岩の玄さん
- 2014年（平成26年） - ちびまる子ちゃん
- 2015年（平成27年） - クレヨンしんちゃん
- 2016年（平成28年） - ペコちゃん
- 2017年（平成29年） - カールおじさん
- 2018年（平成30年） - フライング玄さん
- 2019年（平成31年） - NHKチコちゃん

## 主なイベント・コーナー
- フラワーアート
- チューリップ狩り
- チューリップ見本園（300品種）
- チューリップの鉢植え販売
- 特産品の販売・バザー
- 写真コンテスト

## 開催期間
- 4月の中旬から下旬（花の開花状況による）

## 主催
- 但東シルクロード観光協会

## 所在地・アクセス
- 兵庫県豊岡市但東町畑山（畑山チューリップ畑）
- JR西日本 山陰本線 豊岡駅から全但バス乗継50分、「畑山・モンゴル博物館前」下車すぐ